# بنفشه لنگزدورفی
 بنفشه لنگزدورفی (نام علمی: Viola langsdorffii) نام یک گونه از سرده بنفشه است.